# Mistrzostwa Narodów Afryki w Piłce Nożnej 2011
Mistrzostwa Narodów Afryki 2011 były 2. edycją turnieju o mistrzostwa Afryki w piłce nożnej, które odbyły się w Sudanie. W odróżnieniu od Pucharu Narodów Afryki w tym turnieju brać udział mogli zawodnicy występujący w swoich rodzimych rozgrywkach ligowych, co automatycznie powoduje że zawodnicy występujący poza granicami swojego kraju nie mogli brać udziału w tym turnieju.

## Uczestnicy
W porównaniu do poprzedniej edycji w Mistrzostwach Narodów Afryki 2011 zwiększono liczbę uczestników z 8 do 16 drużyn (reprezentacja gospodarzy oraz 15 ekip wyłonionych w trakcie kwalifikacji).

### Kwalifikacje
Również do kwalifikacji do Mistrzostw Narodów Afryki 2011 przystąpiła większa liczba drużyn. W rozgrywanych w 2010 roku kwalifikacjach udział wzięło 41 drużyn. Podobnie jak przed dwoma laty zostały one podzielone na sześć grup według kryteriów geograficznych. Z każdej grupy awans uzyskać mogły trzy reprezentacje, wyjątkiem były grupy północna oraz zachodnia A, z których awans mogły uzyskać tylko dwie reprezentacje, bowiem w tych grupach do rywalizacji przystąpiło najmniej drużyn. Do turnieju wywalczyło awans aż 11. debiutantów.

### Zakwalifikowane drużyny
| Drużyna                       | Grupa kwalifikacyjna                                  | Liczba występów dotychczas | Najlepszy wynik     | Ostatni występ |
| ----------------------------- | ----------------------------------------------------- | -------------------------- | ------------------- | -------------- |
| Sudan                         | Gospodarz (strefa środkowo-wschodnia)                 | debiutant                  | –                   | –              |
| Algieria                      | Zwycięzca play-off w strefie północnej                | debiutant                  | –                   | –              |
| Tunezja                       | Zwycięzca play-off w strefie północnej                | debiutant                  | –                   | –              |
| Mali                          | Zwycięzca pierwszej rundy w strefie zachodniej A      | debiutant                  | –                   | –              |
| Senegal                       | Zwycięzca pierwszej rundy w strefie zachodniej A      | 1                          | 4. miejsce (2009)   | 2009           |
| Wybrzeże Kości Słoniowej      | Zwycięzca play-off w strefie zachodniej B             | 1                          | Faza grupowa (2009) | 2009           |
| Ghana                         | Zwycięzca play-off w strefie zachodniej B             | 1                          | 2. miejsce (2009)   | 2009           |
| Niger                         | Zwycięzca play-off w strefie zachodniej B             | debiutant                  | –                   | –              |
| Kamerun                       | Zwycięzca pierwszej rundy w strefie centralnej        | debiutant                  | –                   | –              |
| Demokratyczna Republika Konga | Zwycięzca pierwszej rundy w strefie centralnej        | 1                          | Mistrzostwo (2009)  | 2009           |
| Gabon                         | Zwycięzca play-off w strefie centralnej               | debiutant                  | –                   | –              |
| Rwanda                        | Zwycięzca drugiej rundy w strefie środkowo-wschodniej | debiutant                  | –                   | –              |
| Uganda                        | Zwycięzca drugiej rundy w strefie środkowo-wschodniej | debiutant                  | –                   | –              |
| Angola                        | Zwycięzca drugiej rundy w strefie południowej         | debiutant                  | –                   | –              |
| Południowa Afryka             | Zwycięzca drugiej rundy w strefie południowej         | debiutant                  | –                   | –              |
| Zimbabwe                      | Zwycięzca drugiej rundy w strefie południowej         | 1                          | Faza grupowa (2009) | 2009           |

## Obiekty
| Omdurman            | OmdurmanChartumWad MadaniPort Sudan Miasta-organizatorzy na mapie Sudanu | Chartum           |
| ------------------- | ------------------------------------------------------------------------ | ----------------- |
| Stade de Al-Merrikh | OmdurmanChartumWad MadaniPort Sudan Miasta-organizatorzy na mapie Sudanu | Stade de Khartoum |
|                     | OmdurmanChartumWad MadaniPort Sudan Miasta-organizatorzy na mapie Sudanu |                   |
| Pojemność: 42,000   | OmdurmanChartumWad MadaniPort Sudan Miasta-organizatorzy na mapie Sudanu | Pojemność: 23,000 |
|                     | OmdurmanChartumWad MadaniPort Sudan Miasta-organizatorzy na mapie Sudanu |                   |
| Omdurman            | OmdurmanChartumWad MadaniPort Sudan Miasta-organizatorzy na mapie Sudanu | Wad Madani        |
| Stadion Al-Hilal    | OmdurmanChartumWad MadaniPort Sudan Miasta-organizatorzy na mapie Sudanu | Stade Wad Medani  |
|                     | OmdurmanChartumWad MadaniPort Sudan Miasta-organizatorzy na mapie Sudanu |                   |
| Pojemność: 15,000   | OmdurmanChartumWad MadaniPort Sudan Miasta-organizatorzy na mapie Sudanu | Pojemność: 15,000 |
|                     | OmdurmanChartumWad MadaniPort Sudan Miasta-organizatorzy na mapie Sudanu |                   |
| Port Sudan          | OmdurmanChartumWad MadaniPort Sudan Miasta-organizatorzy na mapie Sudanu |                   |
| Stade Port Sudan    | OmdurmanChartumWad MadaniPort Sudan Miasta-organizatorzy na mapie Sudanu |                   |
|                     | OmdurmanChartumWad MadaniPort Sudan Miasta-organizatorzy na mapie Sudanu |                   |
| Pojemność: 13,000   | OmdurmanChartumWad MadaniPort Sudan Miasta-organizatorzy na mapie Sudanu |                   |
|                     | OmdurmanChartumWad MadaniPort Sudan Miasta-organizatorzy na mapie Sudanu |                   |

## Losowanie
Losowanie grup finałów Mistrzostw Narodów Afryki 2011 odbyło się 27 listopada 2010 roku w Chartumie. 16 zespołów podzielono na 4 koszyki, przy czym do pierwszego koszyka trafili gospodarze - Sudan oraz zwycięzcy poprzedniej edycji MNA - DR Kongo. Dwie pozostałe drużyny, które zostały przydzielone do tego koszyka to Ghana i Senegal, które osiągnęły najlepszy wynik w poprzedniej edycji rozgrywek.
Pozostałe 12 drużyn zostało przydzielone do poszczególnych koszyków na podstawie dwóch kryteriów:
- wyniki z poprzedniej edycji MNA
- przynależność geograficzna (według kryteriów przyjętych przez CAF)

| Koszyk 1                                                                                          | Koszyk 2                                           | Koszyk 3                               | Koszyk 4                 |
| ------------------------------------------------------------------------------------------------- | -------------------------------------------------- | -------------------------------------- | ------------------------ |
| Sudan (Przypisany do grupy A) Demokratyczna Republika Konga (Przypisana do grupy C) Ghana Senegal | Algieria Wybrzeże Kości Słoniowej Tunezja Zimbabwe | Angola Kamerun Gabon Południowa Afryka | Mali Niger Rwanda Uganda |

## Faza grupowa
Godziny rozpoczęcia meczów UTC+03:00
| Kolory w tabelach | Kolory w tabelach               |
| ----------------- | ------------------------------- |
|                   | Drużyna awansowała do półfinału |

### Grupa A
| Drużyna  | Pkt | M | Z | R | P | Br+ | Br- | +/- |
| -------- | --- | - | - | - | - | --- | --- | --- |
| Sudan    | 7   | 3 | 2 | 1 | 0 | 2   | 0   | +2  |
| Algieria | 5   | 3 | 1 | 2 | 0 | 4   | 2   | +2  |
| Gabon    | 4   | 3 | 1 | 1 | 1 | 4   | 4   | 0   |
| Uganda   | 0   | 3 | 0 | 0 | 3 | 1   | 5   | -4  |

| 4 lutego 2011 20:30 | Sudan · El Tahir 19' | 1:0Raport | Gabon | Stade de Khartoum, Chartum Sędzia: Rajindraparsad Seechurn |
|                     |                      |           |       |                                                            |

| 5 lutego 2011 15:30 | Uganda | 0:2Raport | Algieria · Djabou 18' · Soudani 62' | Stade de Khartoum, Chartum Sędzia: Koman Coulibaly |
|                     |        |           |                                     |                                                    |

| 8 lutego 2011 17:30 | Gabon · Lengoualama 51' · Bembangoye 90+2' | 2:2Raport | Algieria · Soudani 70' 89' | Stade de Khartoum, Chartum Sędzia: Ali Lemghaifry |
|                     |                                            |           |                            |                                                   |

| 8 lutego 2011 20:00 | Sudan · El Tahir 9' | 1:0Raport | Uganda | Stade de Khartoum, Chartum Sędzia: Ousmane Fall |
|                     |                     |           |        |                                                 |

| 12 lutego 2011 20:00 | Sudan | 0:0Raport | Algieria | Stade de Khartoum, Chartum Sędzia: Eddy Maillet |
|                      |       |           |          |                                                 |

| 12 lutego 2011 20:00 | Gabon · Pitty Djoué 65' 69' | 2:1Raport | Uganda · Sadam 88' | Stadion Al-Hilal, Omdurman Sędzia: Désiré Noumandiez Doué |
|                      |                             |           |                    |                                                           |

### Grupa B
| Drużyna           | Pkt | M | Z | R | P | Br+ | Br- | +/- |
| ----------------- | --- | - | - | - | - | --- | --- | --- |
| Południowa Afryka | 9   | 3 | 3 | 0 | 0 | 6   | 2   | +4  |
| Niger             | 6   | 3 | 2 | 0 | 1 | 2   | 2   | 0   |
| Zimbabwe          | 3   | 3 | 1 | 0 | 2 | 2   | 3   | -1  |
| Ghana             | 0   | 3 | 0 | 0 | 3 | 1   | 4   | -3  |

| 5 lutego 2011 17:30 | Ghana · Larbi 19' | 1:2Raport | Południowa Afryka · Shongwe 57' · Shabangu 88' | Stade Wad Medani, Wad Madani Sędzia: Khalid Abdel Rahman |
|                     |                   |           |                                                |                                                          |

| 5 lutego 2011 20:00 | Zimbabwe | 0:1Raport | Niger · Abdelkader 76' | Stade Wad Medani, Wad Madani Sędzia: Mal Souley Mohamadou |
|                     |          |           |                        |                                                           |

| 9 lutego 2011 17:30 | Południowa Afryka · Shongwe 56' 87' | 2:0Raport | Niger | Stade Wad Medani, Wad Madani Sędzia: Wellington Kaoma |
|                     |                                     |           |       |                                                       |

| 9 lutego 2011 20:00 | Ghana | 0:1Raport | Zimbabwe · Gutu 70' | Stade Wad Medani, Wad Madani Sędzia: Helder Martins de Carvalho |
|                     |       |           |                     |                                                                 |

| 13 lutego 2011 20:00 | Ghana | 0:1Raport | Niger · Tukur 89' | Stade Wad Medani, Wad Madani Sędzia: Slim Jedidi |
|                      |       |           |                   |                                                  |

| 13 lutego 2011 20:00 | Południowa Afryka · Shabangu 33' · Mkhwanazi 62' | 2:1Raport | Zimbabwe · Maroto 2' | Stadion Al-Hilal, Omdurman Sędzia: Djamel Haimoudi |
|                      |                                                  |           |                      |                                                    |

### Grupa C
| Drużyna                       | Pkt | M | Z | R | P | Br+ | Br- | +/- |
| ----------------------------- | --- | - | - | - | - | --- | --- | --- |
| Kamerun                       | 9   | 3 | 3 | 0 | 0 | 5   | 0   | +5  |
| Demokratyczna Republika Konga | 4   | 3 | 1 | 1 | 1 | 3   | 4   | -1  |
| Wybrzeże Kości Słoniowej      | 3   | 3 | 1 | 0 | 2 | 2   | 4   | -2  |
| Mali                          | 1   | 3 | 0 | 1 | 2 | 1   | 3   | -2  |

| 6 lutego 2011 17:30 | Demokratyczna Republika Konga | 0:2Raport | Kamerun · Momasso 42' · Baba 80' | Stade de Al-Merrikh, Omdurman Sędzia: Daniel Bennett |
|                     |                               |           |                                  |                                                      |

| 6 lutego 2011 20:00 | Wybrzeże Kości Słoniowej · Koné 23' | 1:0Raport | Mali | Stade de Al-Merrikh, Omdurman Sędzia: Eddy Maillet |
|                     |                                     |           |      |                                                    |

| 10 lutego 2011 17:30 | Kamerun · Sagong 68' | 1:0Raport | Mali | Stade de Al-Merrikh, Omdurman Sędzia: Slim Jedidi |
|                      |                      |           |      |                                                   |

| 10 lutego 2011 20:00 | Demokratyczna Republika Konga · Salakiaku 18' · Kaluyituka 31' | 2:1Raport | Wybrzeże Kości Słoniowej · Mangoua 8' | Stade de Al-Merrikh, Omdurman Sędzia: Jose Rachide |
|                      |                                                                |           |                                       |                                                    |

| 14 lutego 2011 20:00 | Kamerun · Monkam 54' · Ekane 90' | 2:0Raport | Wybrzeże Kości Słoniowej | Stade de Khartoum, Chartum Sędzia: Rajindraparsad Seechurn |
|                      |                                  |           |                          |                                                            |

| 14 lutego 2011 20:00 | Demokratyczna Republika Konga · Kabangu 82' | 1:1Raport | Mali · Bagayoko 80' | Stade de Al-Merrikh, Omdurman Sędzia: Omar Mohamed Ragab |
|                      |                                             |           |                     |                                                          |

### Grupa D
| Drużyna | Pkt | M | Z | R | P | Br+ | Br- | +/- |
| ------- | --- | - | - | - | - | --- | --- | --- |
| Tunezja | 7   | 3 | 2 | 1 | 0 | 6   | 2   | +4  |
| Angola  | 5   | 3 | 1 | 2 | 0 | 3   | 2   | +1  |
| Senegal | 4   | 3 | 1 | 1 | 1 | 2   | 2   | 0   |
| Rwanda  | 0   | 3 | 0 | 0 | 3 | 2   | 7   | -5  |

| 7 lutego 2011 17:30 | Senegal · M. Kasse 89' · M.N. Diop 90+3' | 2:0Raport | Rwanda | Stade Port Sudan, Port Sudan Sędzia: Djamel Haimoudi |
|                     |                                          |           |        |                                                      |

| 7 lutego 2011 20:00 | Angola · Kali 90+2' | 1:1Raport | Tunezja · M'sakni 7' | Stade Port Sudan, Port Sudan Sędzia: Désiré Noumandiez Doué |
|                     |                     |           |                      |                                                             |

| 11 lutego 2011 17:30 | Tunezja · Darragi 21' · Gasdaoui 32' · Dhaouadi 44' | 3:1Raport | Rwanda · Tuyisenge 23' | Stade Port Sudan, Port Sudan Sędzia: Bakary Gassama |
|                      |                                                     |           |                        |                                                     |

| 11 lutego 2011 20:00 | Senegal | 0:0Raport | Angola | Stade Port Sudan, Port Sudan Sędzia: Omar Mohamed Ragab |
|                      |         |           |        |                                                         |

| 15 lutego 2011 20:00 | Senegal | 0:2Raport | Tunezja · Gasdaoui 45' · Korbi 88' | Stade Port Sudan, Port Sudan Sędzia: Khalid Abdel Rahman |
|                      |         |           |                                    |                                                          |

| 15 lutego 2011 20:00 | Rwanda · Mugiraneza 18' | 1:2Raport | Angola · Love 31' · Osório 57' | Stadion Al-Hilal, Omdurman Sędzia: Mal Souley Mohamadou |
|                      |                         |           |                                |                                                         |

## Faza pucharowa
|  |                                          |                               |                                          |                                       |       |           |                                          |                                          |                                          |                                          |                   |       |       |
|  | Ćwierćfinały                             | Ćwierćfinały                  | Ćwierćfinały                             |                                       |       | Półfinały | Półfinały                                | Półfinały                                |                                          |                                          | Finał             | Finał | Finał |
|  | Ćwierćfinały                             | Ćwierćfinały                  | Ćwierćfinały                             |                                       |       | Półfinały | Półfinały                                | Półfinały                                |                                          |                                          | Finał             | Finał | Finał |
|  | 18.02.11 – Stade de Khartoum, Chartum    |                               |                                          |                                       |       |           |                                          |                                          |                                          |                                          |                   |       |       |
|  |                                          |                               |                                          |                                       |       |           |                                          |                                          |                                          |                                          |                   |       |       |
|  | Południowa Afryka                        | Południowa Afryka             | 0                                        |                                       |       |           |                                          |                                          |                                          |                                          |                   |       |       |
|  | Południowa Afryka                        | Południowa Afryka             | 0                                        | 22.02.11 – Stade de Khartoum, Chartum |       |           |                                          |                                          |                                          |                                          |                   |       |       |
|  | Algieria                                 | Algieria                      | 2                                        |                                       |       |           |                                          |                                          |                                          |                                          |                   |       |       |
|  | Algieria                                 | Algieria                      | 2                                        |                                       |       | Algieria  | Algieria                                 | 1 (3)                                    |                                          |                                          |                   |       |       |
|  | 19.02.11 – Stade de Khartoum, Chartum    |                               |                                          |                                       |       | Algieria  | Algieria                                 | 1 (3)                                    |                                          |                                          |                   |       |       |
|  |                                          |                               | Tunezja                                  | Tunezja                               | 1 (5) |           |                                          |                                          |                                          |                                          |                   |       |       |
|  | Tunezja                                  | Tunezja                       | Tunezja                                  | Tunezja                               | 1 (5) | 1         |                                          |                                          |                                          |                                          |                   |       |       |
|  | Tunezja                                  | Tunezja                       |                                          |                                       |       | 1         | 25.02.11 – Stade de Al-Merrikh, Omdurman |                                          |                                          |                                          |                   |       |       |
|  | Demokratyczna Republika Konga            | Demokratyczna Republika Konga | 0                                        |                                       |       |           |                                          |                                          |                                          |                                          |                   |       |       |
|  | Demokratyczna Republika Konga            | Demokratyczna Republika Konga | 0                                        |                                       |       | Tunezja   | Tunezja                                  | 3                                        |                                          |                                          |                   |       |       |
|  | 18.02.11 – Stadion Al-Hilal, Omdurman    |                               |                                          |                                       |       | Tunezja   | Tunezja                                  | 3                                        |                                          |                                          |                   |       |       |
|  |                                          |                               | Angola                                   | Angola                                | 0     |           |                                          |                                          |                                          |                                          |                   |       |       |
|  | Sudan                                    | Sudan                         | Angola                                   | Angola                                | 0     | 1 (4)     |                                          |                                          |                                          |                                          |                   |       |       |
|  | Sudan                                    | Sudan                         | 22.02.11 – Stade de Al-Merrikh, Omdurman |                                       |       | 1 (4)     |                                          |                                          |                                          |                                          |                   |       |       |
|  | Niger                                    | Niger                         | 1 (3)                                    |                                       |       |           |                                          |                                          |                                          |                                          |                   |       |       |
|  | Niger                                    | Niger                         | 1 (3)                                    |                                       |       | Sudan     | Sudan                                    | 1 (2)                                    | Mecz o 3. miejsce                        | Mecz o 3. miejsce                        | Mecz o 3. miejsce |       |       |
|  | 19.02.11 – Stade de Al-Merrikh, Omdurman |                               |                                          |                                       |       | Sudan     | Sudan                                    | 1 (2)                                    | Mecz o 3. miejsce                        | Mecz o 3. miejsce                        | Mecz o 3. miejsce |       |       |
|  |                                          |                               | Angola                                   | Angola                                | 1 (4) |           |                                          | 25.02.11 – Stade de Al-Merrikh, Omdurman | 25.02.11 – Stade de Al-Merrikh, Omdurman | 25.02.11 – Stade de Al-Merrikh, Omdurman |                   |       |       |
|  | Kamerun                                  | Kamerun                       | Angola                                   | Angola                                | 1 (4) | 0 (7)     |                                          | 25.02.11 – Stade de Al-Merrikh, Omdurman | 25.02.11 – Stade de Al-Merrikh, Omdurman | 25.02.11 – Stade de Al-Merrikh, Omdurman |                   |       |       |
|  | Kamerun                                  | Kamerun                       |                                          |                                       |       |           |                                          | Algieria                                 | Algieria                                 | 0                                        |                   |       |       |
|  | Angola                                   | Angola                        | 0 (8)                                    |                                       |       |           |                                          |                                          | Algieria                                 | 0                                        |                   |       |       |
|  | Angola                                   | Angola                        | 0 (8)                                    |                                       |       |           |                                          | Sudan                                    | Sudan                                    | 1                                        |                   |       |       |
|  |                                          |                               |                                          |                                       |       |           |                                          |                                          | Sudan                                    | 1                                        |                   |       |       |

### Ćwierćfinały
| 18 lutego 2011 17:00 | Południowa Afryka | 0:2Raport | Algieria · Maiza 44' (k.) · Metref 90+2' | Stade de Khartoum, Chartum Sędzia: Ousmane Fall |
|                      |                   |           |                                          |                                                 |

| 18 lutego 2011 20:30                                                | Sudan · Bakri 17' | 1:1 (dogr.) k. 4:3Raport                          | Niger · Modibo 65' | Stadion Al-Hilal, Omdurman Sędzia: Daniel Bennett |
|                                                                     |                   |                                                   |                    |                                                   |
|                                                                     |                   | Rzuty karne                                       |                    |                                                   |
| Mohamed El Tahir · Saif Eldin · Musaab · Mohamed El Khider · Hitham |                   | Idrissa · Modibo · Abdoul Karim · Sabiou · Moctar |                    |                                                   |

| 19 lutego 2011 17:00                                                          | Kamerun | 0:0 (dogr.) k. 7:8Raport                                                            | Angola | Stade de Al-Merrikh, Omdurman Sędzia: Eddy Maillet |
|                                                                               |         |                                                                                     |        |                                                    |
|                                                                               |         | Rzuty karne                                                                         |        |                                                    |
| Bebey · Balokog · Nguemaleu · Ashu · Sagong · Ndame · Moundi · Monkam · Ekane |         | Job · Osório · Miguel · Kali · Love · Santana · D.Masunguna · Zé Kalanga · Fabricio |        |                                                    |

| 19 lutego 2011 20:30 | Tunezja · Dhaouadi 50' | 1:0Raport | Demokratyczna Republika Konga | Stade de Khartoum, Chartum Sędzia: Koman Coulibaly |
|                      |                        |           |                               |                                                    |

### Półfinały
| 22 lutego 2011 17:00                 | Algieria · Djabou 62' | 1:1 (dogr.) k. 3:5Raport                     | Tunezja · Gasdaoui 18' | Stade de Khartoum, Chartum Sędzia: Rajindraparsad Seechurn |
|                                      |                       |                                              |                        |                                                            |
|                                      |                       | Rzuty karne                                  |                        |                                                            |
| Feham · Lemmouchia · Meftah · Metref |                       | Darragi · Souissi · Gharbi · Hicheri · Korbi |                        |                                                            |

| 22 lutego 2011 20:30 | Sudan · Saif Eldin Ali 45' | 1:1 (dogr.) k. 2:4Raport | Angola · Love 71' | Stade de Al-Merrikh, Omdurman Sędzia: Désiré Noumandiez Doué |
|                      |                            |                          |                   |                                                              |

### Mecz o 3. miejsce
| 25 lutego 2011 15:30 | Algieria | 0:1Raport | Sudan · El Tahir 37' | Stade de Al-Merrikh, Omdurman Sędzia: Eddy Maillet |
|                      |          |           |                      |                                                    |

### Finał
| 25 lutego 2011 20:30 | Tunezja · Traoui 47' · Dhaouadi 74' · Darragi 80' | 3:0Raport | Angola | Stade de Al-Merrikh, Omdurman Sędzia: Daniel Bennett |
|                      |                                                   |           |        |                                                      |